# Lutzomyia pacae
Lutzomyia pacae är en tvåvingeart som först beskrevs av Floch H., Abonnenc E. 1943.  Lutzomyia pacae ingår i släktet Lutzomyia och familjen fjärilsmyggor. Inga underarter finns listade i Catalogue of Life.